# 도림천

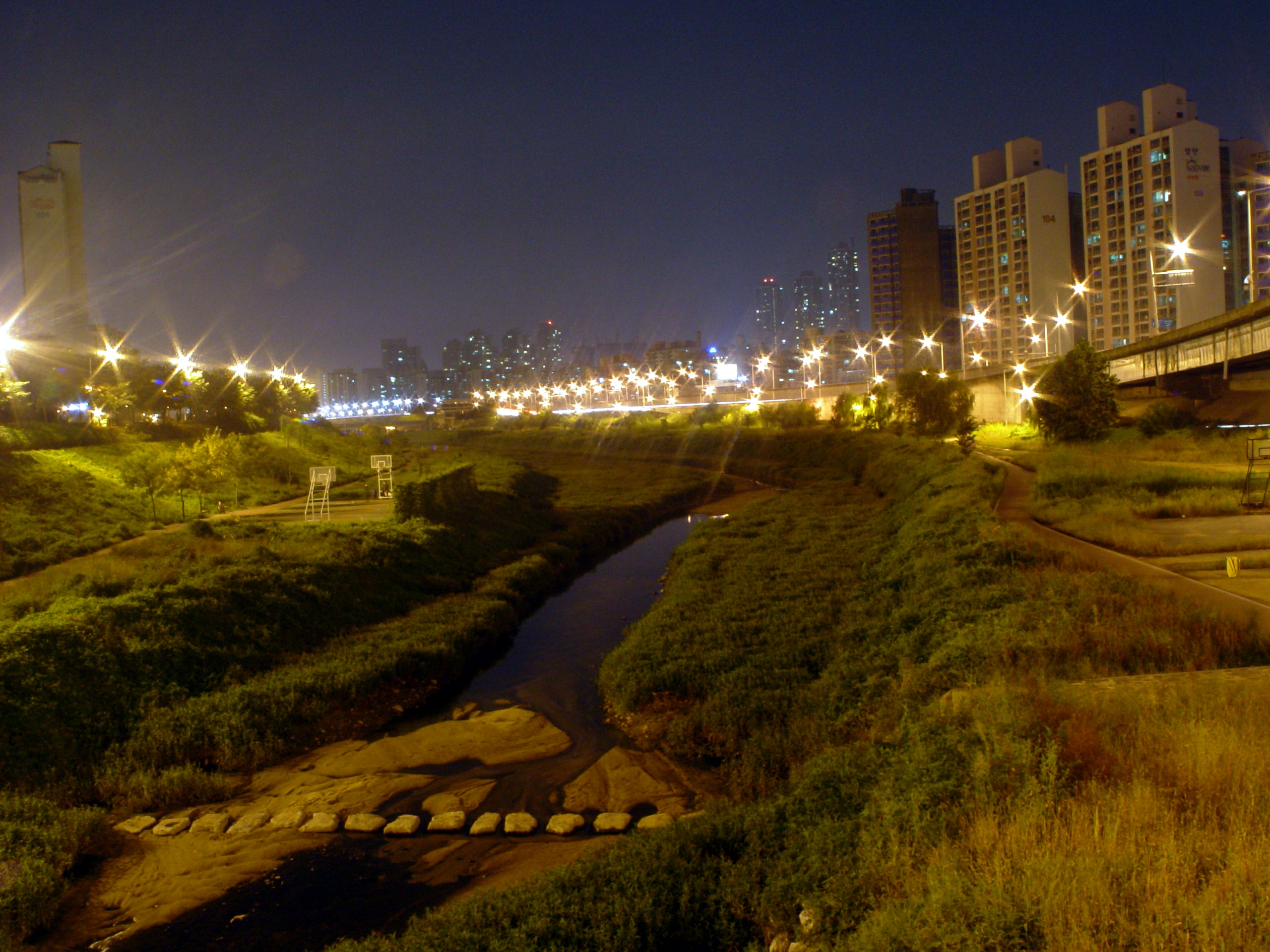
신도림역 다리에서

도림천(道林川)은 안양천의 제1 지류로, 서울특별시 관악구 관악산에서 발원하여 서울대학교 구간을 거쳐 관악구·동작구·영등포구·구로구를 거쳐 안양천으로 유입되는 하천이다. 신림역 부근에서 대림역 부근까지는 서울 지하철 2호선 선로의 고가가 도림천을 일부분 복개하고 있으며, 도림천역을 지나 250m 후에 안양천으로 유입된다. 예전에는 마장천(馬場川)이라고도 하였다. 1936년 경성부 확장 이후로 1949년 서울특별시 확장때까지 경성부 및 서울특별시 최남단을 이루던 자연경계이기도 했다.

## 지류
- 봉천천
- 난곡천
- 대방천

## 같이 보기
- 안양천
- 한강

## 사진

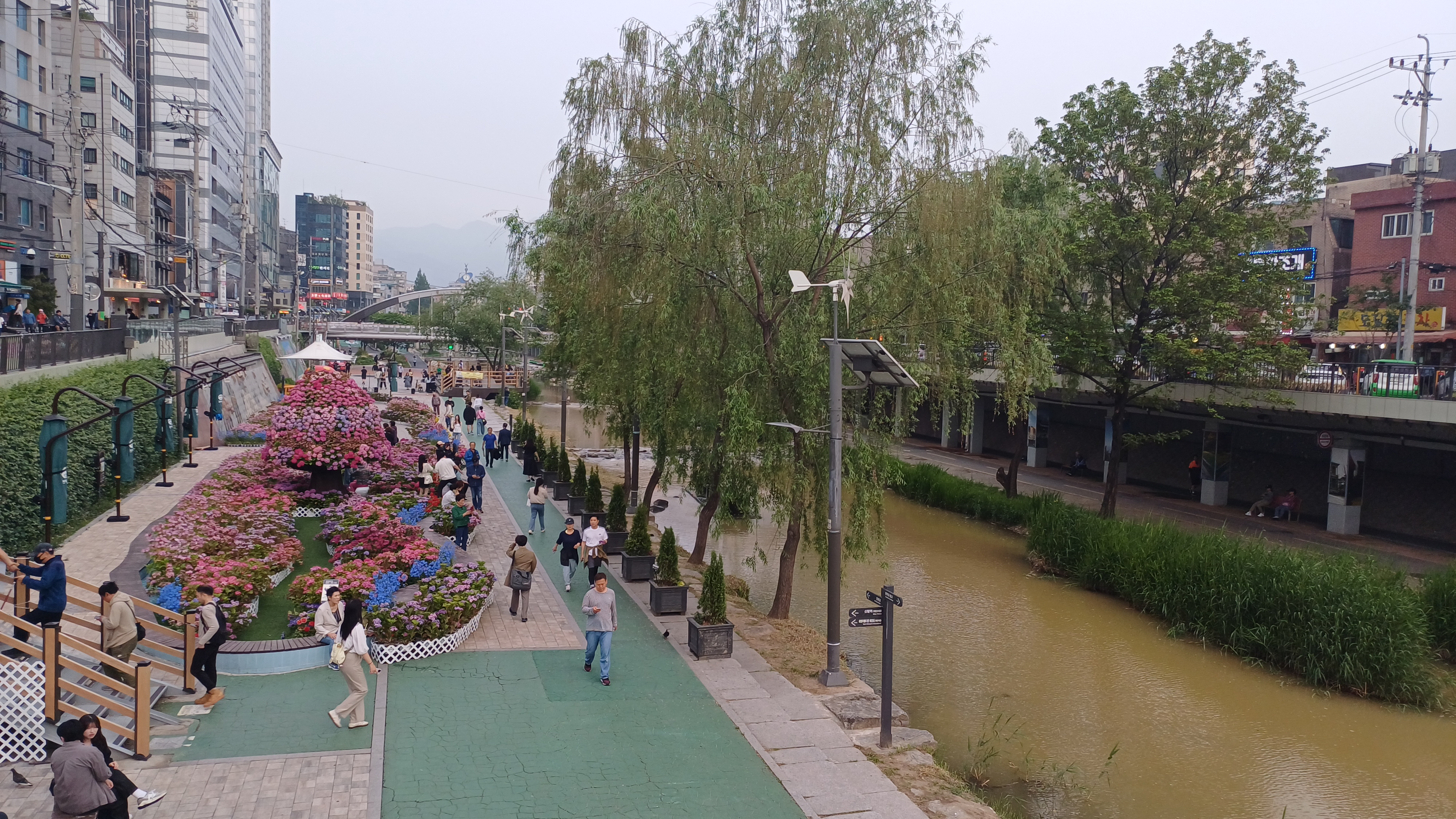
신림역 근처에서